# Lay Down Sally
Lay Down Sally ist ein Country-Rock-Song, der von Eric Clapton, Marcella Detroit (Marcy Levy) und George Terry geschrieben und am 25. November 1977 auf Claptons Album Slowhand veröffentlicht wurde.
Eine Live-Interpretation des Stückes ist auf dem Album Just One Night von 1980 zu finden. Zudem erschien es auf zahlreichen Kompilationsalben wie Timepieces: The Best of Eric Clapton (1982), Backtrackin’ (1984), The Cream of Clapton (1995) und Complete Clapton (2007).

## Sound und Stil
Die Originalaufnahme fand in den Olympic Studios in London statt. Clapton und seine Band wollten das Lied im Stil von J.J.Cale spielen und aufnehmen. Da er die Tulsa-Besetzung als „ultimativen musikalischen Clan“ ansah, brachte Clapton ebenfalls Carl Radle, Jamie Oldaker, Dick Sims, George Terry und Yvonne Elliman zu den Aufnahmesessions. Später erklärte Clapton:

“It's as close as I can get, being English, but the band being a Tulsa band, they play like that naturally. You couldn't get them to do an English rock sound, no way. Their idea of a driving beat isn't being loud or anything. It's subtle.”

„Als Engländer spielte ich es so nah dran wie möglich. Da die Band jedoch eine Band aus Tulsa ist, spielt sie so etwas wie selbstverständlich. Man würde sie nicht dazu bekommen, englischen Rocksound zu spielen, keine Chance. Deren Vorstellung eines „Driving Beat“ ist nicht laut zu sein, sondern raffiniert.“

## Kommerzieller Erfolg

### Chartplatzierungen
Die Singleauskopplung erreichte 1978 Platz 39 der britischen Singlecharts. In den Vereinigten Staaten belegte die Single Platz drei der Billboard Hot 100 und platzierte sich auf Rang 26 der Country-Single-Charts, Claptons höchste Position in dieser Hitparade.
| ChartsChartplatzierungen       | Höchstplatzierung | Wochen |
| ------------------------------ | ----------------- | ------ |
| Vereinigte Staaten (Billboard) | 3 (23 Wo.)        | 23     |
| Vereinigtes Königreich (OCC)   | 39 (6 Wo.)        | 6      |

| ChartsJahrescharts (1978)      | Platzierung |
| ------------------------------ | ----------- |
| Vereinigte Staaten (Billboard) | 15          |

### Auszeichnungen für Musikverkäufe
Die Single wurde in den USA von der RIAA mit einer Goldenen Schallplatte ausgezeichnet und verkaufte sich dort mehr als 1.000.000 Mal.
| Land/Region               | Auszeichnungen für Musikverkäufe (Land/Region, Auszeichnung, Verkäufe) | Verkäufe  |
| ------------------------- | ---------------------------------------------------------------------- | --------- |
| Neuseeland (RMNZ)         | Gold                                                                   | 15.000    |
| Vereinigte Staaten (RIAA) | Gold                                                                   | 1.000.000 |
| Insgesamt                 | 2× Gold ·                                                              | 1.015.000 |

Hauptartikel: Eric Clapton/Auszeichnungen für Musikverkäufe

## Coverversionen
Country-Sänger Red Sovine coverte den Song mit großer Ähnlichkeit zur Originalversion. Die Singleauskopplung erreichte im Sommer 1978 Platz 70 der Country-Single-Charts. Auf ihrem 1983 erschienenen Album Seventh Wave interpretierte Melanie das Stück neu. Marcella Detroit veröffentlichte ein verlangsamtes Cover des Liedes 1994 als B-Seite ihrer Single I'm No Angel. Eine weitere Interpretation erschien 2006 auf ihrem Album The Upside of Being Down. 
1995 nahm Country-Musiker Don Williams den Song für das Album Borrowed Tales auf. Für ihr 1995 veröffentlichtes Album The Wheel Keeps on Rollin spielten Asleep at the Wheel eine Version des Stückes ein. Die Abwandlung positionierte sich auf Rang 70 der kanadischen RPM-Country-Tracks-Charts. 2006 coverte Rod Stewart das Lied auf seinem Album Still the Same … Great Rock Classics of Our Time.